# Guastalla
Guastalla város Olaszországban, az Emilia-Romagna régióban. A város az 1986-ban a Reggio Emilia-Guastallai egyházmegyéhez csatolt Guastallai egyházmegye püspöki székvárosa volt.

## Fekvése
27 kilométernyire terül el Reggiótól, a Pó folyó két partján, a Pó-síkságon.

## Történelme
A középkorban Vardistalla nevű városban II. Paszkál pápa 1106-ban zsinatot tartott. Guastalla területe a középkorban eleinte Reggióhoz, a XIV. századtól Cremonához, később Milánóhoz tartozott. 1406-ban Visconti Mária milanói herceg grófságra emelte és Torelli Guidónak adta hűbérül. 1538-ban a Torelliektől magának megszerezte Ferrante Gonzaga, V. Károly vezére, akinek utódai 1621-ben hercegséggé alakították. 1708-ban Vincenzo Gonzaga hozzácsatolta a kis Sabbionetát és Bozzolót. 1746-ban a Gonzaga-család kihalta után Mária Terézia mint megüresedett császári hűbért elfogadta, de az 1748-as aacheni béke átadta Don Fülöp spanyol infánsnak. 1796-ban elfoglalták a franciák. 1805-ben I. Napóleon testvérének, Borghese Paulinának adományozta. A bécsi kongresszus Sabbioneta és Bozzolo kivételével Parmával és Piacenzával együtt Mária Lujzának juttatta, akinek halálával 1847-ben Luccához és 1848-ban Modenához csatolták.

## Testvérvárosok
- Forcalquier, Franciaország
- Giovinazzo, Olaszország
- Gabicce Mare, Olaszország